# Vụ hỏa hoạn hộp đêm Kiss
Vụ cháy hộp đêm Kiss xảy ra vào ngày lúc 02:00-02:30 (BRST) 27 tháng 1 năm 2013 ở Santa Maria, Rio Grande do Sul, Brasil. Vụ cháy đã khiến ít nhất 233 người chết và khiến ít nhất 130 người khác bị thương.. Ban nhạc Gurizada Fandangueira đang biểu diễn trên sân khấu hộp đêm này khi đám chảy bùng phát.
Vụ cháy này được cho là gây chết nhiều người nhất trên thế giới trong hơn một thập niên qua, kể từ sau một vụ hỏa hoạn câu lạc bộ ở Trung Quốc năm 2000. Năm 2004, một vụ cháy hộp đêm hạng bình dân ở Argentina làm chết 194 người. Năm 2009, pháo hoa bên trong hộp đêm ở Nga gây cháy, khiến 152 người thiệt mạng. Đám cháy bùng lên sau khi người ta bắn pháo hoa trên một sân khấu của hộp đêm và lửa bắn lên trần nhà. Hộp đêm chỉ có một lối thoát hiểm duy nhất. Vì thế tình trạng hoảng loạn lan rộng trong lúc mọi người cố gắng thoát ra ngoài. Các nhân chứng kể rằng nhiều người tử vong vì hít quá nhiều khói và bị giẫm đạp. Lính cứu hỏa đã phá một bức tường bằng búa và rìu để cứu những người mắc kẹt bên trong. Sau khi lực lượng cứu hỏa dập tắt đám cháy, các lực lượng cứu hỏa tìm thấy hơn 200 thi thể. Họ đưa hàng trăm người bị thương tới bệnh viện. Ít nhất 200 người bị thương. Lính cứu hỏa vẫn tiếp tục tìm kiếm các nạn nhân. 
Hộp đêm Kiss có thể chứa tối đa 2.000 người và rất có thể hộp đêm không còn một chỗ trống vào đêm cuối tuần. 

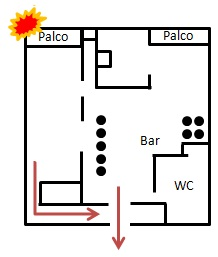
Mô phỏng vụ cháy

## Diễn biến vụ cháy
Trong những giờ sáng sớm ngày 27 tháng 1 năm 2013, một đám cháy xảy ra tại hộp đêm Kiss ở Santa Maria, một thành phố lớn. Một vụ giẫm đạp xảy ra sau đám cháy, và thiếu các bảng hiệu hướng dẫn lối thoái hiểm và thoát hiểm khẩn cấp được cho là nguyên nhân đến các vụ tử vong. Năm mươi thi thể đã được tìm thấy chỉ trong một phòng tắm. Cảnh sát Brazil cho biết, ngọn lửa bắt đầu khi ban nhạc Gurizada Fandangueira đốt pháo hoa trong khi biểu diễn trên sân khấu. Nhiều người trong số những người thiệt mạng được cho là đã chết vì hít phải khói. 
Đại tá Guido Pedroso de Melo của Sở cứu hỏa Rio Grande do Sul nói rằng cửa trước của câu lạc bộ đã bị khóa. De Melo nói với CNN: "Việc hộp đêm có quá đông khách đã gây khó khăn cho mọi người chạy thoát khỏi đám cháy, và theo thông tin chúng tôi có, các nhân viên bảo vệ đã chặn các nạn nhân bên trong". 
Vụ cháy đã gây số lượng người chết nhiều thứ hai cho một sự kiện giải trí ở Brazil, vụ này chỉ đứng thứ hai sau vụ hỏa hoạn rạp xiếc Niterói 1961 làm hơn 500 người chết.

## Phản ứng
- Tổng thống Dilma Rousseff đã rút ngắn chuyến thăm Chile và trở về Brasil sau khi nghe tin về vụ hỏa hoạn. Bà nói đây là một thảm kịch đau thương của quốc gia. Rouseff đã tuyên bố ba ngày tang lễ chính thức. Chính quyền thành phố Santa Maria thiết lập 30 ngày tang lễ chính thức.[12][13]
- Tổng thống Bồ Đào Nha, Anibal Cavaco Silva, đã gửi lời chia buồn đến người đứng đầu nhà nước Brasil, Dilma Rousseff. "Trong thời điểm này của sự đau buồn lớn, thay mặt nhân dân Bồ Đào Nha và bản thân tôi, tôi muốn gửi đến bà, gia đình của các nạn nhân và người dân của Brasil, những tình cảm chia buồn sâu sắc nhất của và sự đoàn kết chân thành của chúng tôi,"[14].
- Chile đã gửi lời chia buồn tới Brazil, Bộ trưởng Bộ Ngoại giao, Alfredo Moreno phát biểu: "Tôi cho rằng đây không không chỉ là vụ tang tóc ở nơi này, mà giống như tang tóc ở khắp đất nước của chúng tôi"[15][16] Sebastián Piñera, Tổng thống Chile đã bế mạc Hội nghị thượng đỉnh Cộng đồng các quốc gia Mỹ Latinh và Ca-ri-bê và Liên minh châu Âu, được tổ chức vào thời điểm đó để gửi lời chia buồn đến Brazil[17].
- Thủ tướng Đức, bà Angela Merkel, người cũng tham dự cuộc họp ở Chile, gửi lời chia buồn cá nhân Rousseff. Bộ trưởng Ngoại giao Guido Westerwelle cũng bày tỏ. "Tôi đau buồn sâu sắc tai họa khủng khiếp này đối với người dân Brasil muốn bày tỏ sự thương tiếc sâu sắc nhất của tôi,"[18][19].
- Chính phủ Mexico đã bày tỏ lời chia buồn của mình đối với Brasil trong một tuyên bố: "Chính phủ Mexico, thông qua Bộ Ngoại giao bày tỏ lời chia buồn đến Chính phủ và nhân dân Brazil, và đặc biệt là các gia đình của các nạn nhân của vụ hỏa hoạn không may đã xảy ra ở Santa Maria, Rio Grande do Sul "[16][20].
- Bộ trưởng Ngoại giao Anh, Hugo Swire, cho biết ông "vô cùng đau buồn bởi những tin tức về tai nạn thảm khốc ở Santa Maria" và đưa ra "những quan tâm và lời chia buồn chân thành đến các gia đình đã mất người thân yêu của họ và mong muốn sự phục hồi nhanh chóng đến hàng trăm nạn nhân đang được điều trị tại các bệnh viện".